# شارلوته لينك
شارلوته لينك Charlotte Link (ولدت في مدينة فرانكفورت الواقعة على نهر الماين في أكتوبر 1963) هي كاتبة روائية ألمانية. تعتبر من أكثر الأديبات الألمانيات نجاحا في الوقت الحاضر.

## حياتها
ولدت شارلوته لينك في مدينة فرانكفورت الواقعة على نهر الماين في عام 1963, وهي ابنة الكاتبة ألموت لينك. وقد كتبت أولى أعمالها، وهي رواية «هيلينا الجميلة» Die schöne Helene وهي في سن السادسة عشرة.
وقد تميزت رواياتها الاجتماعية وكذلك رواياتها النفسية، باستعمال الأسلوب القصصي الإنجليزي. وتعتبر الثلاثية الروائية التي تتكون من ثلاث روايات وهي، «وقت العاصفة» و«الترمس البري» و«أوقات الورثة»، من أنجح أعمالها الروائية، والتي تحولت إلى فيلم سينمائي.
وقد رشحت روايتها «في نهاية الصمت» في عام 2004 في قائمة الأعمال القصصية لجائزة الكتب الألمانية، وكذلك تصدرت روايتها «زارعة الورد» الصادرة في عام 2000, قائمة أكثر الكتب مبيعا لأكثر من أسبوع.
وقد صدرت روايتها المشهورة «صدى الإثم» في عام 2006.
وقد حصلت في عام 2007 على جائزة الريشة الذهبية عن مجمل أعمالها الإبداعية. وتعيش شارلوته لينك حاليا في فيسبادن.

## أعمالها
1. هيلينا الجميلة 1985
2. حين لا ينتهي الحب 1986
3. نجوم مارمالون 1987
4. طرق محرمة 1987
5. لعبة الظلال 1993
6. خطيئة الملاك 1996
7. بيت الشقيقات 1999
8. زارعة الورد 2000
9. التبادل 2002
10. في نهاية الصمت 2003
11. الضيف الغريب 2005
12. الجزيرة 2006
13. صدى الإثم 2006
14. الثلاثية الروائية المكونة من ثلاث روايات:

•وقت العاصفة 1989
•الترمس البري 1992
•أوقات الورثة 1994

## روابط خارجية
- شارلوته لينك على موقع IMDb (الإنجليزية)
- شارلوته لينك على موقع مونزينجر (الألمانية)
- شارلوته لينك على موقع ألو سيني (الفرنسية)
- شارلوته لينك على موقع ميوزك برينز (الإنجليزية)
- شارلوته لينك على موقع ديسكوغز (الإنجليزية)
- شارلوته لينك على موقع قاعدة بيانات الفيلم (الإنجليزية)
- شارلوته لينك على موقع كينوبويسك (الروسية)

## مواقع أخرى
- http://www.randomhouse.de/author/author.jsp?per=1183
- http://www.br-online.de/kultur/literatur/lesezeichen/20040118/20040118_4.html
- http://www.krimi-forum.net/Datenbank/Autor/fa001534.html
- http://www.literaturtest.de/text/buch/inter/l/link.html